# Kovik
Kovik er et lille fiskerleje i Gotlands kommun, Gotlands län i Sverige. Det ligger i Sanda sogn på Gotlands vestkyst mellem Västergarn og Klintehamn, omkring 30 km syd for Visby. Fra 2015 har den været defineret som en småort.
Kovik har fået sit navn fra vigen Koviken, som fiskerlejet ligger i. Det smalle rev, som beskytter vigen hedder Korumpu (Korumpan). Arkæologiske fund af en nærliggende gravplads viser, at stedet har været beboet siden vikingetiden. Der blev etableret en ny havn i 1932.
I Kovik findes Koviks fiskerimuseum og et kapel, der blev opført i 1965. Initiativtageren til disse var landmanden Edvin Olsson fra Norrgårda, fiskeren Helmer Larsson og kunstneren Erik Olsson.
Lige syd for Kovik ligger Björkhaga campingplads og ferieby.